# شانلی‌اورفه
شانلی‌اورفه (به ترکی :Şanlıurfa) ، (به ارمنی: Ուռհա) ، (به عربی: الرُها)، (به سریانی: ܐܘܪܗ Urhoy) و (به کردی: ڕحا، Riha) که معمولاً اورفه یا الرُها نامیده می‌شود و همان رُها یا اِدِسای باستانی (به یونانی: Έδεσσα) است، شهری است با ۵۶۱٫۴۶۵ نفر جمعیت (آمار سال ۲۰۱۴) که در جنوب شرقی ترکیه قرار دارد و مرکز استان شانلی‌اورفه است.
اورفا در دشتی در هشتاد کیلومتری شرق رودخانهٔ فرات و شصت کیلومتری مرز سوریه واقع شده‌است. آب و هوای اورفا بسیار گرم، با تابستان‌های خشک و زمستان‌های سرد و مرطوب است. امروزه اغلب جمعیت شهر را عرب‌ها، ترک‌ها و کردها تشکیل می‌دهند.

## پیشینه
جغرافی‌نویسان مسلمان اهمیت زیادی به آن نداده‌اند زیرا اکثریت اهالی آنجا به دین نصرانیت باقی بودند و کلیساهای بسیار، که ابن‌حوقل شمارهٔ آن‌ها را سیصد کلیسا نوشته است، در آن شهر وجود داشت. مندیل عیسی نیز در آن شهر بود و مسلمانان در سال ۳۳۲ هجری برای اینکه شهر را (که در آن موقع اکثراً مسیحی‌نشین بود) از حمله و غارت رومیان در امان نگهدارند آن را به رومیان دادند. مقدسی در نیمهٔ دوم قرن چهارم به شرح کلیسای ادسا که گنبدی موزاییک داشته است پرداخته و آن را یکی از عجایب چهارگانهٔ دنیا به شمار آورده است و گویند مسجدالاقصی را در بیت‌المقدس به سبک این کلیسا ساخته‌اند و اضافه می‌کند که شهریست مستحکم، ولی با وجود این استحکام در سال ۴۹۲ زمان هجوم اول صلیبیون ساخلو این شهر پایداری نشان نداد و بالدوین آن را تسخیر کرد و مدت نیم قرن ولایتی صلیبی به شمار می‌آمد تا آنکه در سال ۵۴۰ هجری عمادالدین زنگی آن شهر را از تصرف جوسلین دوم بیرون آورد، از آن پس رُها یا اِدِسا، در دست مسلمانان باقی ماند. این نام تا قرن نهم هجری قمری (حدود ۸۵۰ هجری قمری برابر ۱۴۵۰ میلادی) روی این شهر باقی بود و از آن پس ترکان عثمانی آنجا را متصرف گردیدند و آن را اورفا نامیدند که تحریف نام عربی رها است و بالأخره پس از ۵۰۰ سال و در دوران جمهوریت ترکیه، لقب شانلی به آن افزوده شد که تاکنون همچنان به نام شانلی‌اورفه مشهور است.